# Louisa Margaretta West
Louisa Margaretta West, född 1754, död 1832, var en brittisk dansare. Hon tillhörde de ledande dansöserna på Drury Lane Theatre från sin debut 1768.   
Hon var dotter till skådespelarna D. West och Mrs D. West och syster till dansaren William West och skådespelaren James West (gift med Ann West Bignall). Hon var elev till balettdansaren Giuseppe Grimaldi. Hon var verksam på Drury Lane Theatre och Haymarket Theatre.